# زابرینا گوارا
زابرینا گوارا (انگلیسی: Zabryna Guevara؛ زادهٔ ۱۲ ژانویهٔ ۱۹۷۲) هنرپیشه اهل ایالات متحده آمریکا است. وی از سال ۱۹۹۷ میلادی تاکنون مشغول فعالیت بوده‌است.
از فیلم‌ها یا برنامه‌های تلویزیونی که وی در آن نقش داشته‌است می‌توان به همه چیزهای خوب، نظم و قانون، مظنون، سفر گناه، مارلی و من، مردان ایکس: روزهای گذشته آینده، و گاثم اشاره کرد.